# Ken Slater
Ken Slater (* 27. Dezember 1917 in Wanstead, Essex; † 16. Februar 2008 in Wisbech, Cambridgeshire) war ein britischer Science-Fiction-Fan und Buchhändler.
Er wurde bekannt als der Gründer von Operation Fantast, einer Büchertauschorganisation, die er im Jahr 1947 gründete. Im Jahr 1950 hatte sie rund 800 Mitglieder. Ziel von Operation Fantast war es, Kontakte zwischen verschiedenen Science-Fiction-Fans zu etablieren und Bücher zu tauschen, bzw. aus den USA nach Europa zu importieren, da es nach dem Zweiten Weltkrieg in Europa schwierig war, an Science-Fiction-Literatur zu kommen. Slater wurde so kurzfristig zum größten Importeur von amerikanischen Science-Fiction-Heften und -Büchern in Großbritannien.
Nachdem Operation Fantast sich in den frühen 1950er Jahren aufgelöst hatte, gründete Slater das Unternehmen Fantast (Medway), mit dem er weiterhin mit Science Fiction handelte. Er gründete außerdem die Science Fantasy Society, die allerdings nur von 1948 bis 1951 existierte. Slater war daraufhin Mitbegründer der British Science Fiction Association im Jahr 1958.
Ken Slater war Ehrengast auf der Eastercon von 1959 und der Worldcon von 1987, diesmal zusammen mit seiner Frau Joyce.
Zwischen 1953 und 1959 schrieb er regelmäßig Buchbesprechungen in der Zeitschrift Nebula Science Fiction.